# Osvaldo Núñez
Osvaldo Núñez fue Interventor del Antiguo Territorio Nacional de Formosa, entre el 25 de febrero de 1946 al 9 de diciembre de ese año, siendo designado durante la presidencia de Juan Domingo Perón. Sin embargo  ocupó un corto tiempo gubernamental ya que renunció, debido a que los formoseños deseaban un gobernador oriundo del Territorio. En 1941, cuando al aproximarse la finalización del gobierno de Federico Zambianchi, y con un signo de crecimiento, de mayoría de edad, en todo el territorio se generó un movimiento de opinión a favor de la designación de un gobierno oriundo de Formosa y que contará con el consenso popular.
El 27 de julio de 1941, en Pozo del Tigre, se reunió una asamblea que contó con delegaciones de todo el Territorio y que eligió una terna de candidatos para proponerle al Gobierno nacional de la cual surgiría el gobernador. Dicha estaba integrada por Flavio René Arias, Rolando de Hertelendy y Roberto Bravo. El deseo popular era el nombramiento de un conocedor de los problemas del Territorio.
Pero en octubre de 1941 el presidente Ramón Castillo, nombró a Federico Ovejero como gobernador del Territorio. Ovejero era salteño, llegó acompañado de una numerosa comitiva de comprovincianos y no fue recibido por los formoseños. Su impopularidad se justificaba en la última demarcación interprovincial aprobada en octubre de 1940 por el Senado nacional, que determinaba el límite con Salta mediante la llamada Línea Barilari que achicaba el territorio formoseño en unos 1000 km². Tras la revolución de 1943 se hizo cargo de Formosa, el coronel Conrado Sztyrle. Se presume que Ovejero falleció en Formosa en 1949 aproximadamente.
Esto finalmente se cumplió el 10 de diciembre de 1946, cuando interinamente asume Rolando de Hertelendy, oriundo de Formosa, de la ciudad de Clorinda, nacido en 1900. Así con esto finalizaría el gobierno de Núñez.